# 格兰维尔-朗加讷里
格兰维尔-朗加讷里（法語：Grainville-Langannerie，法語發音：[ɡʁɛ̃vil lɑ̃ɡanʁi] ⓘ）是法国卡尔瓦多斯省的一个市镇，属于卡昂区。该市镇于1790-1794年间由格兰维尔（Grainville）和朗加讷里（Langannerie）合并而成。

## 地理
格兰维尔-朗加讷里（49°0'42"N, 0°16'23"W）面积5.32 平方千米，位于法国诺曼底大区卡爾瓦多斯省，该省份为法国西北部沿海省份，北濒大西洋英吉利海峡，东北与滨海塞纳省以海上边界相接，东临厄尔省，南至奧恩省，西与芒什省接壤。
与格兰维尔-朗加讷里接壤的市镇（或旧市镇、城区）包括：布雷特维尔勒拉贝、埃特雷拉康帕涅、圣日耳曼勒瓦松、于尔维尔。

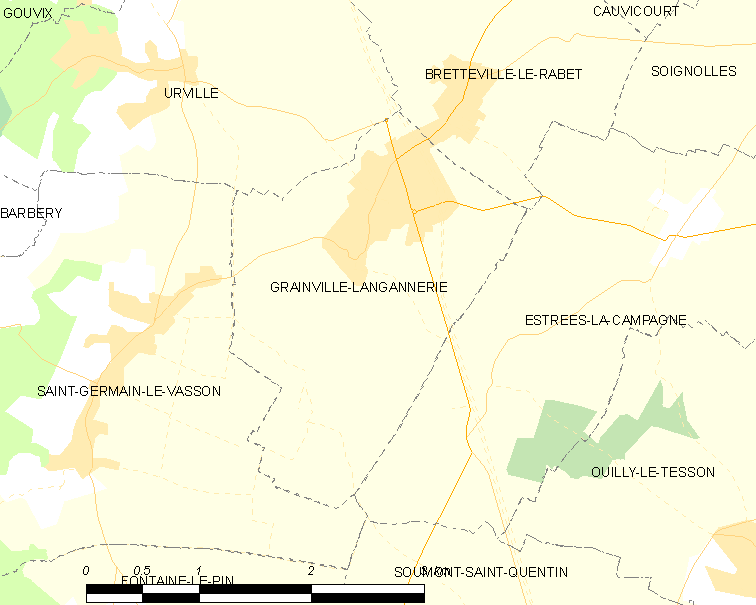
格兰维尔-朗加讷里的OSM定位图

格兰维尔-朗加讷里的时区为UTC+01:00、UTC+02:00（夏令时）。

## 行政
格兰维尔-朗加讷里的邮政编码为14190，INSEE市镇编码为14310。

## 政治
格兰维尔-朗加讷里所属的省级选区为勒奥姆县。

## 人口

1962-2008年间格兰维尔-朗加讷里人口变化图示

格兰维尔-朗加讷里于2022年1月1日时的人口数量为786人。